# Vlasta Burian (dokument, 2001)
Střihový dokumentární film Vlasta Burian je televizní pořad z roku 2001, jedná se o dokument o životě Vlasty Buriana se vzpomínkami pamětníků a publicistů. Jde o zatím poslední dokumentární film o Vlastu Burianovi. Dokumentů o tomto komikovi bylo v minulosti natočeno více.

## Děj
Zatím poslední pátý medailon o Vlastu Burianovi. Ve filmu bylo použito plno známých i dosud neznámých záběrů. Film pojednává o šťastných i smutných chvílích jeho života. Film je prolínán rozhovory pamětníků, kolegů a historiků i záběry z jeho filmů.

## Autorský tým
- Režie: Aleš Sobotka
- Výroba: Česká televize

## Technické údaje
- Rok výroby: 2001
- Premiéra: 18. srpna 2001
- Zvuk: zvukový
- Barva: černobílý a barevný
- Délka: 118 minut
- Druh filmu: střihový, dokument, komedie
- Země původu: Česká republika
- Jazyk: Český